# 若林哲行
若林 哲行（わかばやし てっこう、1946年10月12日 - ）は、日本の俳優、演出家。本名および旧芸名は若林 幾夫。
京都府出身。ワンダー・プロダクション、コスモプロジェクトに所属していた。

## 人物
前進座、新国劇出身。
映画『闇の狩人』（1979年） 、『竜二』（1983年）などの出演を経て、1989年よりテレビ朝日の刑事ドラマ『はぐれ刑事純情派』に、警視庁山手中央警察署の刑事・今井哲也役で第2シリーズよりレギュラー出演。今井刑事のキャラクターについて、黙々と仕事をするタイプで、たたき上げの刑事というイメージで演じていたと述べている。
現在は若林哲行プロデュース.incを率い、演劇などの演出を行っている。
特技は、殺陣、乗馬。

## 出演

### テレビドラマ
- 天皇の世紀 第3話「先覚」（1971年、ABC） ※若林幾夫名義
- 遠山の金さん捕物帳 第119話「平手造酒を斬った男」（1972年、NET）- 平手造酒 ※若林幾夫名義
- 必殺仕掛人 第32話「正義にからまれた仕掛人」（1973年、ABC）- 植村雄之進  ※若林幾夫名義
- 伝七捕物帳（NTV）※若林幾夫名義
  - 第47話「情にかける女の意気地」（1974年）
  - 第60話「呪われた相続人」（1975年）- 勢之助 役
- そば屋梅吉捕物帳 第26話「江戸で一番いい男」（1980年、12ch）- 仁平 役
- 警視-K　第10話「いのち賭けのゲーム」（1980年、NTV）- 影山代議士の用心棒 役
- 旅がらす事件帖 第22話「風花に舞う女渡世人」（1981年、KTV）- 浜田 役
- 大江戸捜査網（TX）
  - 第469話「汚れた顔の天使達」（1980年）
  - 第574話「逆襲! 熱血同心一番長い日」（1982年）- 芝山 役
  - 第594話「危険な吐息 闇に誘う妖女」（1983年）- 泉小四郎 役
- 右門捕物帖 第8話「高嶺の花おいらん騒動」（1983年、NTV）
- ペットントン 第4話「お父さんはほとんど病気」（1983年、フジテレビ）
- 新・大江戸捜査網 第4話「密会は殺しの誘い」（1984年、TX）- 吉岡 役
- 誇りの報酬 第17話「頭脳プレーでホシを追え」（1986年、NTV）- 二宮 役
- 愛の嵐（1986年、THK）- 県庁職員・西野 役
- 火曜サスペンス劇場「松本清張スペシャル・渡された場面 前編・後編」（1987年7月7日、7月14日、NTV）- 刑事 役
- 隠密・奥の細道 第5話「湯煙りに泣く夫婦花」（1988年 - 1989年、TX）
- もっとあぶない刑事 第10話「悪戯」（1988年、NTV）
- はぐれ刑事純情派（1989年 - 2009年、ANB → テレビ朝日）- 今井哲也 役
- 金曜ドラマシアター「実録犯罪史シリーズ・浅虫温泉放火事件 お母さんは犯人じゃない」（1993年、CX）
- 水戸黄門（TBS）
  - 第23部 第35話「悪を狙う謎の虚無僧・彦根」（1995年）- 黒川 役
  - 第37部 第13話「藩を守った女剣士・八戸」（2007年7月2日）- 村田屋嘉平 役
- NHK大河ドラマ（NHK）
  - 徳川家康（1983年）
  - 春の波涛（1985年）- 秋月桂之助 役（秋月桂太郎がモデルとなった人物）
  - 春日局（1989年）
  - 太平記（1991年）
- 特捜最前線
- 少年（1986年10月25日、NHK）
- 肉体の門（2008年、テレビ朝日）- 定食屋の山岸 役
- まっすぐな男 第2話（2010年、KTV）
- 鬼龍院花子の生涯（2010年、テレビ朝日）- 魚徳 役
- 京都地検の女（2011年、EX）- 遠山勇吉 役
- 女取調官1（2011年）- 千石刑事部長 役
- 相棒ten 第10話「ピエロ」（2012年1月1日、テレビ朝日）- 古田幸雄 役
- 土曜ワイド劇場 検事・朝日奈耀子12（2012年、テレビ朝日）- 今井刑事 役
- 孤独のグルメ Season2 第2話（2012年10月17日、テレビ東京）- 店主(中山) 役

### 映画
- 闇の狩人
- 竜二

## 舞台
- 真夏の夜の夢
- 黒蜥蜴
- 無法松の一生
- たからモノ[5]
- 僕が嫌いな音[6]